# استون دفور
استون دفور (به انگلیسی: Steven Defour) بازیکن فوتبال اهل بلژیک و عضو تیم ملی فوتبال بلژیک است که در تاریخ ۱۱ مه ۲۰۰۶ میلادی اولین بازی ملی‌اش را مقابل تیم ملی فوتبال عربستان سعودی انجام داد. او در ۳۹ بازی ملی حضور داشت و چهل و چهار گل به ثمر رساند و جمعاً ۲۷۲۴ دقیقه برای تیم ملی فوتبال بلژیک به میدان رفت. استون دفور آخرین بازی ملی خود را در تاریخ ۶ سپتامبر ۲۰۱۳ میلادی در برابر تیم ملی فوتبال اسکاتلند انجام داد. وی در بازی‌های ملی‌اش ۲ گل به ثمر رساند.